# Orthochromis machadoi
Orthochromis machadoi е вид лъчеперка от семейство Цихлиди (Cichlidae).

## Разпространение
Видът е разпространен в Ангола и Намибия.